# Askochytoza

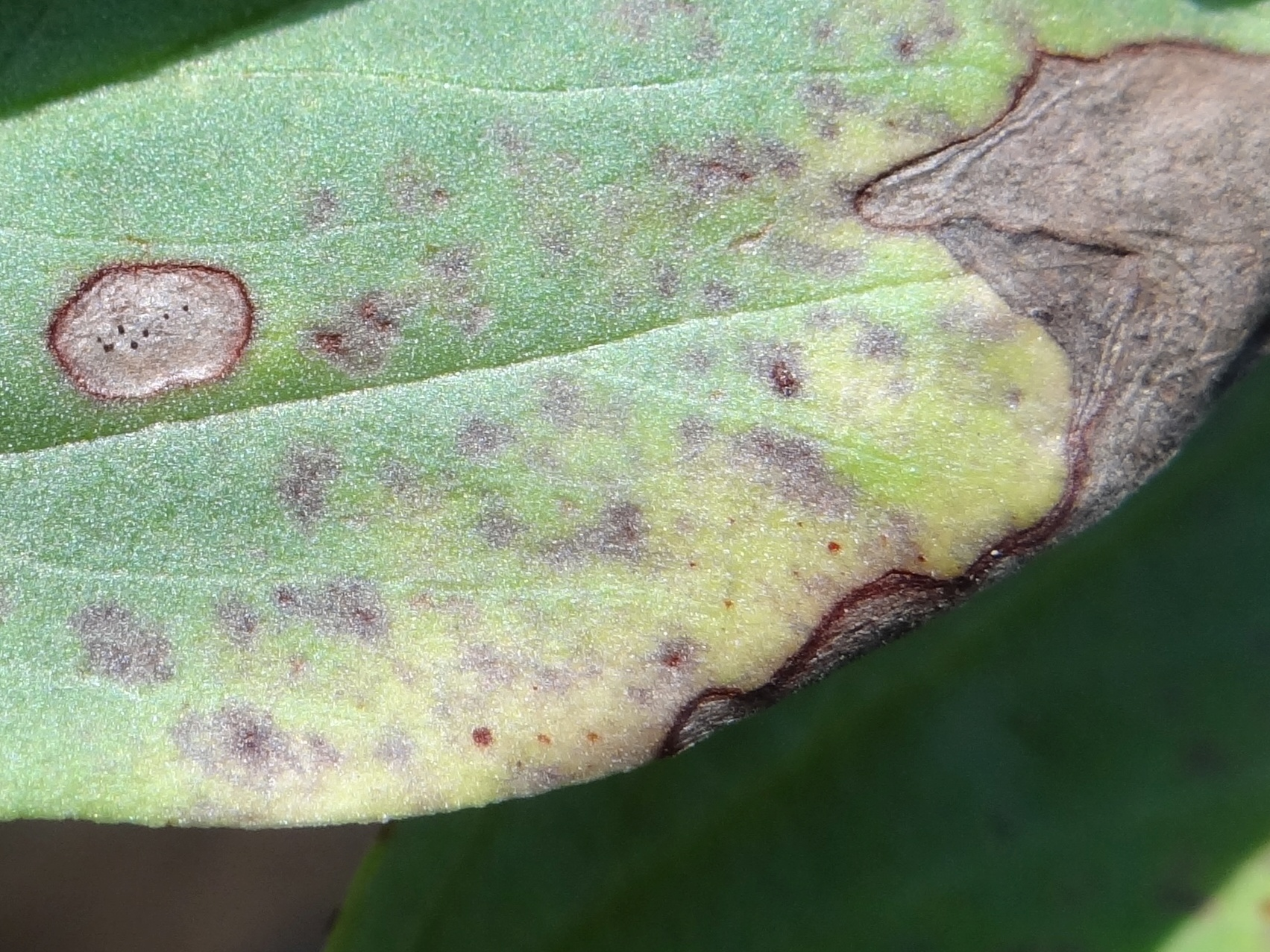
Askochytoza na liściu bobu

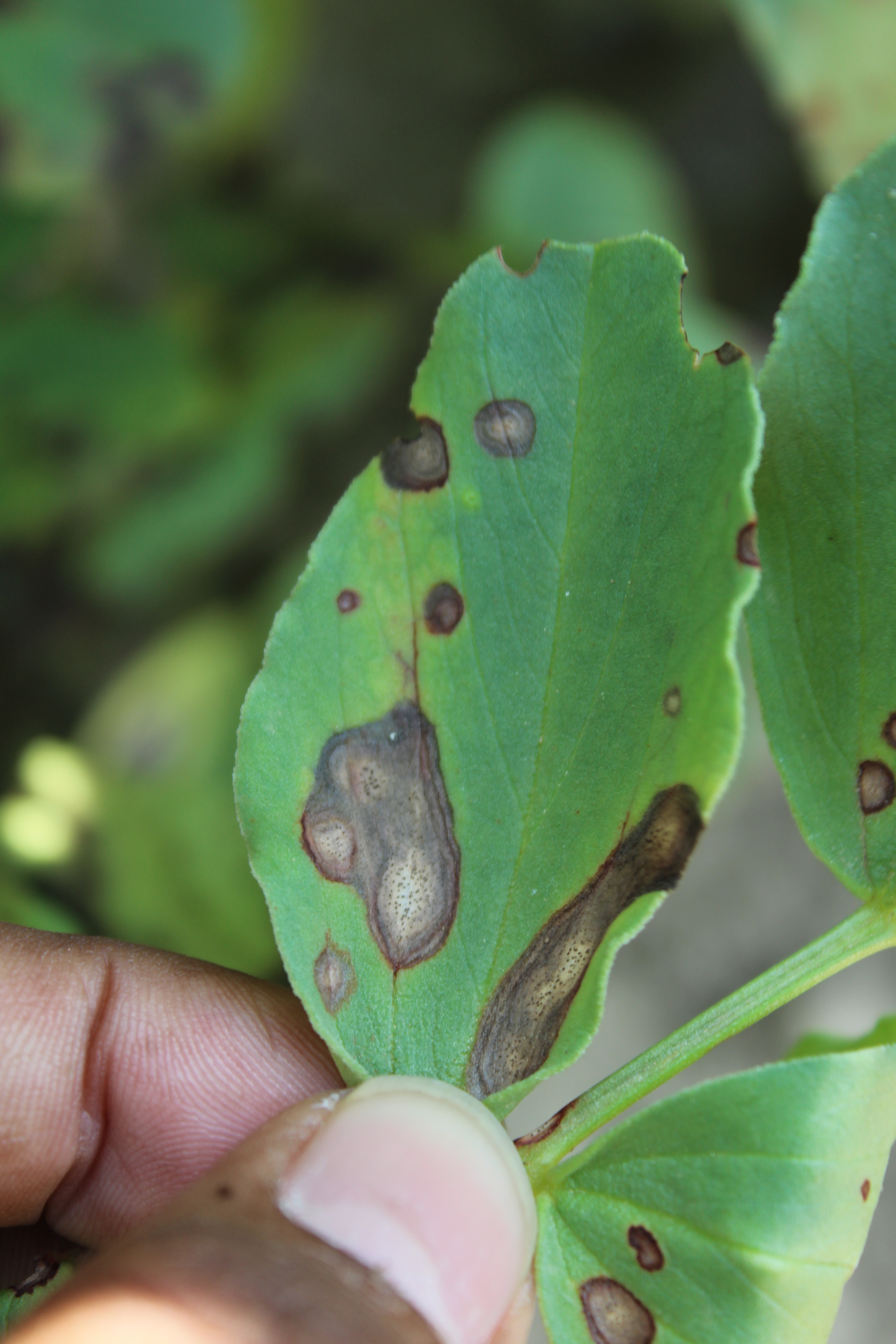
Askochytoza wyki siewnej

Askochytoza – grupa grzybowych chorób roślin wywołana przez mikroskopijne grzyby, z rodzaju Ascochyta. Później w wyniku zmian w taksonomii niektóre z nich przeniesione zostały do rodzaju Didymella.
Charakterystycznymi objawami askochytozy są występujące na liściach, strąkach i łodygach okrągłe, jasnobrunatne, nieco wgłębione plamy z ciemną obwódką. W sprzyjających patogenom warunkach pogodowych (długotrwale deszcze), w obrębie plam pojawiają się brunatne lub czarne grudki. Są to owocniki grzybów, w których wytwarzane są zarodniki.
Chorobom zapobiega się przez płodozmian, zaorywanie resztek pożniwnych, uprawianie odmian odpornych na askochytozę. Chorobę zwalcza się chemicznie opryskiwaniem odpowiednimi fungicydami.
Wśród roślin uprawnych w Polsce występują następujące askochytozy:
- askochytoza bobiku (Didymella fabae)
- askochytoza bobu (Didymella fabae)
- askochytoza chryzantemy (Didymella ligulicola)
- askochytoza grochu[3] (Didymella pisi, Didymella pinodella i Didymella pinodes)
- askochytoza łubinu (Ascochyta caulicola)
- askochytoza nostrzyka (Ascochyta caulicola)
- askochytoza owsa (Ascochyta avenae)
- askochytoza papryki (Ascochyta sp.)
- askochytoza pszenicy (Ascochyta tritici)
- askochytoza wyki (Didymella pinodes)
- askochytoza zbóż (Ascochyta graminicola)

Wykaz chorób na podstawie pracy „Polskie nazwy chorób roślin uprawnych” (bez przypisów) i Z. Fiedorow (z przypisem). Nazwy naukowe według Index Fungorum.